# 林誠司
林 誠司（はやし せいじ、1965年3月30日 - ）は、東京都出身の俳人。俳句雑誌書籍編集者。荒川区生まれ。本名、林誠二郎。
日本大学文理学部卒業。1990年より作句。1991年「河」に入会、角川照子、角川春樹、吉田鴻司、増成栗人に師事。所属中、 結社賞である角川春樹新人賞（1996年）、河新人賞（1997年）。2016年俳句愛好誌「海光」創刊、代表。
松尾芭蕉の「おくのほそ道」踏破をライフワークとし、「おくのほそ道」講座の講師も務める。
句集『ブリッジ』にて第25回俳人協会新人賞（2003年）。句集に『ブリッジ』『退屈王』がある。元俳句総合誌『俳句四季』（東京四季出版）編集長、元『俳句界』（文學の森）編集長。現在、俳句アトラス代表。俳人協会会員。
よみうり・日本テレビカルチャー大宮「俳句講座」講師、よみうり・日本テレビカルチャー町屋「じっくりと読む『おくのほそ道』」講師。
ヨークマートカルチャー八柱「俳句講座」講師。荻窪地域区民センター区民講座「おくのほそ道」講師。
青丹会（東京都杉並区荻窪）、俳句の駅、俳句の川（東京都杉並区西荻窪）、香林会（東京都杉並区高円寺）、新山王句会（東京都大田区大森）、谷端川句会（東京都豊島区池袋）、谷中句会（東京都台東区谷中）、立川クレア句会（東京都立川市）講師。